# Empoasca uapouensis
Empoasca uapouensis är en insektsart som beskrevs av Henry Fairfield Osborn 1934. Empoasca uapouensis ingår i släktet Empoasca och familjen dvärgstritar. Inga underarter finns listade i Catalogue of Life.